# ポロンゲーラ
ポロンゲーラ（伊: Polonghera）は、イタリア共和国ピエモンテ州クーネオ県にある、人口約1,100人の基礎自治体（コムーネ）。

## 地理

### 位置・広がり
| 隣接するコムーネは以下の通り。括弧内のTOはトリノ県所属を示す。 - カザルグラッソ - ファウレ - モレッタ - ムレッロ - パンカリエーリ (TO) - ラッコニージ |

#### 地震分類
イタリアの地震リスク階級 (it) では、3 に分類される
。

## 行政

### 分離集落
ポロンゲーラには、以下の分離集落（フラツィオーネ）がある。
- Cascine:Cascinotto, Colombetto, Fiorita, Ghigo, Merla, Primavera, Robella, Teresa.